# Calymperes mangalorense
Calymperes mangalorense är en bladmossart som beskrevs av Hugh Neville Dixon och Potier de la Varde 1927. Calymperes mangalorense ingår i släktet Calymperes och familjen Calymperaceae. Inga underarter finns listade i Catalogue of Life.